# Aargau
Aargau er en kanton i det nordlige Schweiz med et areal på 1.403,81 km² og et indbyggertal på 678.207(2018) indbyggere. Hovedbyen er Aarau.
Kantonen er opkaldt efter floden Aare, der flyder gennem den. Landbrug i form af malkekvæg og korndyrkning er kantonens væsentligste økonomiske grundlag, men også industri, atomkraft og turisme spiller en rolle.
I Aargau ligger bl.a. Schloss Havichsberch ("Høgeborgen"), hvorfra slægten Habsburg tager sit navn. 